# Пјер Бел
Пјер Бел (хол. Pierre Bayle; Карла Бел, 18. новембар 1647 – Ротердам, 28. децембар 1706), француски филозоф.
Био је професор на академији у Седану и на Универзитету у Ротердаму. Борио се за слободу људских мисли и толеранцију по питањима моралног уверења. Противник је догматизма, залагао се за одвајање цркве од државе и водио је борбу против калвинизма и папизма. Његово главно дело „Историјски и критички речник” је прва западноевропска енциклопедија. У њој је дефинисао појмове и критички осветлио друштво свог доба.
Својим првим тезом о комети се супротставио свим натприродним тумачењима природних појава. Због тога је био жигосан као безбожник. Он је објавио студију о историји калвинизма, чиме је изазвао мржњу језуита, који су ту књигу спаљивали, а његовог брата су бацили у тамницу, где је и умро. Потресен таквим развојем догађаја, ушао је у борбу против католицизма, при чему је негирао и калвинизам.
Утицао је на француске просветитеље, а посебно на Волтера.